# Eresus sedilloti
Espèce
Eresus sedilloti est une espèce d'araignées aranéomorphes de la famille des Eresidae.

## Distribution
Cette espèce se rencontre en Espagne et au Portugal.

## Description
Le mâle holotype mesure 6,5 mm.

## Étymologie
Cette espèce est nommée en l'honneur de Maurice Sédillot (1849-1933).

## Publication originale
- Simon, 1881 : Descriptions de arachnides nouveaux d'Espagne et de Portugal. Anales de la Sociedad Española de Historia Natural, vol. 10, p. 133-136 (texte intégral).